# Limnonectes larvaepartus
Limnonectes larvaepartus es una especie  de anfibios de la familia Dicroglossidae.

## Distribución geográfica
Es endémica del centro-norte de la isla de Célebes (Indonesia).

## Descripción
Es una de las pocas especies de anfibios con fecundación interna y la única conocida que pare renacuajos.